# استرونکونه
استرونکونه (به ایتالیایی: Stroncone) یک شهرک و کومونه در ایتالیا است که در استان ترانی واقع شده‌است. استرونکونه ۷۱٫۴ کیلومتر مربع مساحت و ۴٬۸۱۵ نفر جمعیت دارد و ۴۵۱ متر بالاتر از سطح دریا واقع شده‌است.